# Ferrocarril de Ferrol a Gijón
El ferrocarril de Ferrol a Gijón es una línea férrea de vía estrecha, que discurre por la costa cantábrica española entre la ciudad gallega de Ferrol y la asturiana de Gijón. Fue inaugurado íntegramente el 6 de septiembre de 1972, si bien algunos de sus tramos habían sido puestos en servicio con anterioridad.
Se trata de un trayecto de vía única, electrificado entre Gijón y Cudillero, que fue explotado por la empresa pública FEVE hasta el 31 de diciembre de 2012, momento en el que, tras la unificación de los operadores estatales de vía estrecha y vía ancha, la infraestructura fue transferida a Adif y la explotación de los servicios a Renfe Operadora.

## Historia

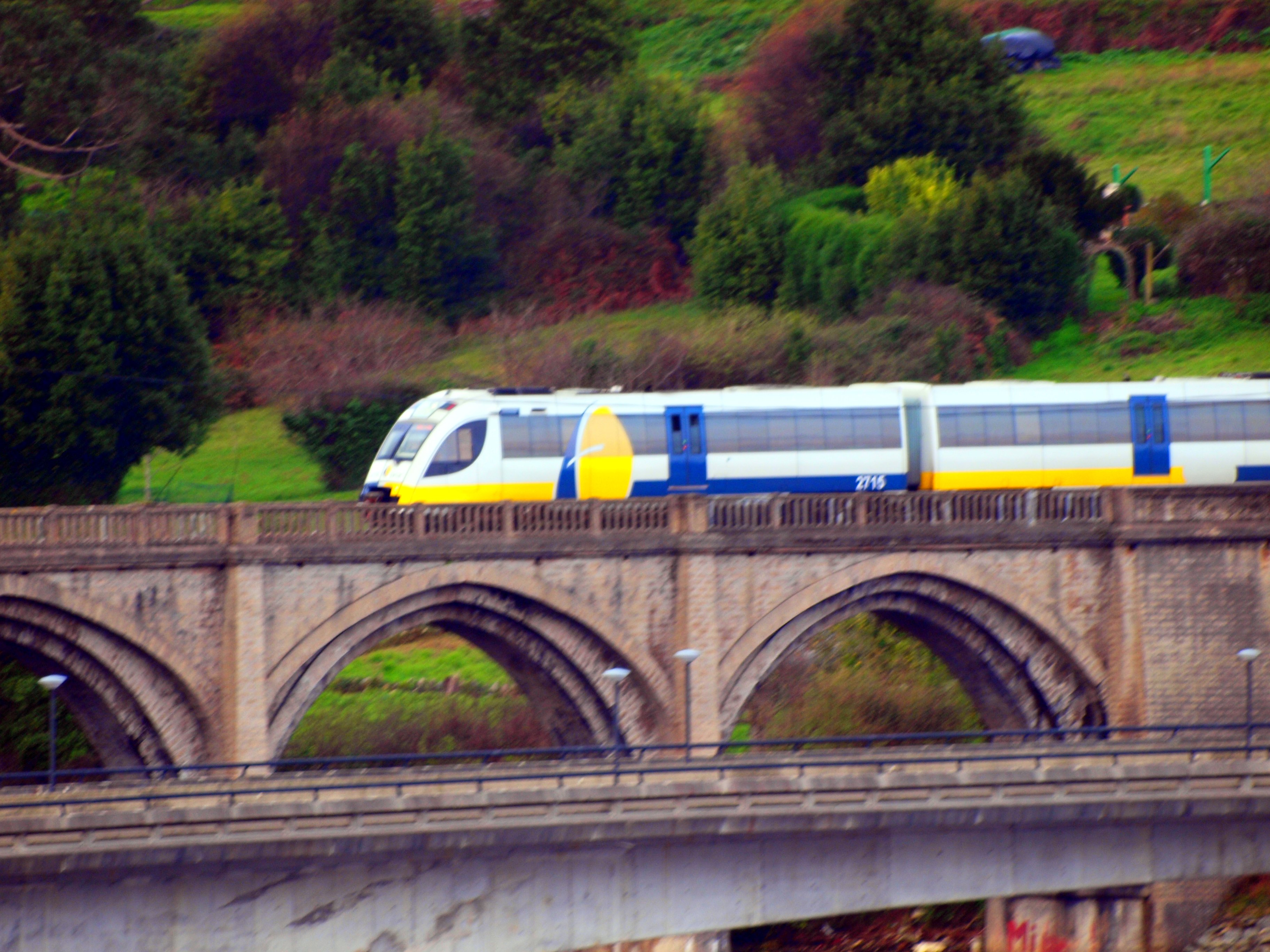
Un automotor de la Serie 2700 de FEVE cruzando el puente sobre el Río Landro en Vivero.

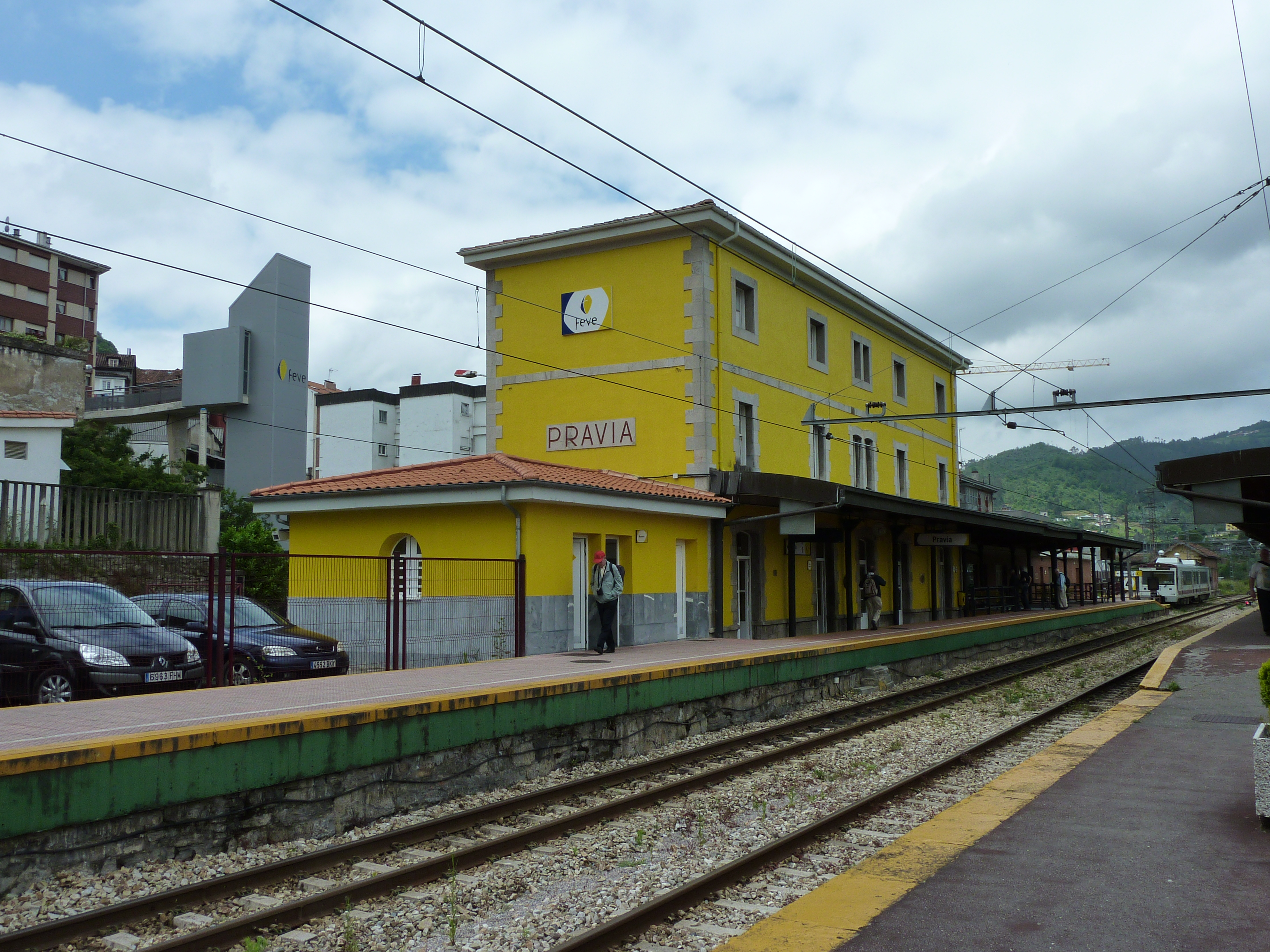
Estación de Pravia. Inicialmente, fue construida para el Vasco-Asturiano y aprovechada después para la línea Ferrol-Gijón.

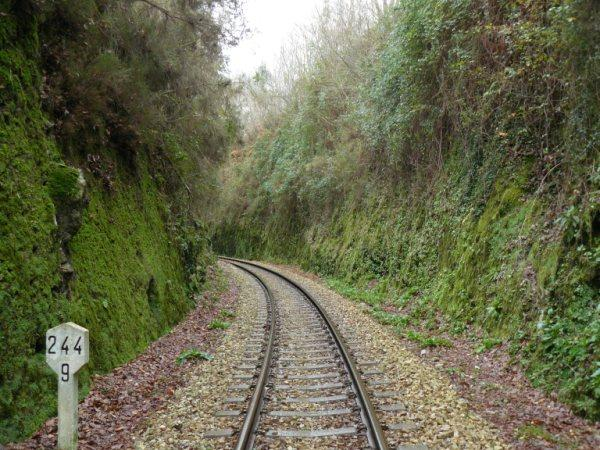
P.K. 244.9, entre las estaciones de Soto de Luiña y San Cosme, vía única con traviesa de hormigón sin electrificar.

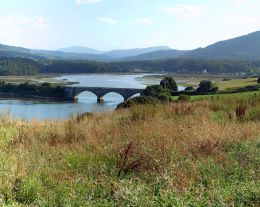
Pequeño viaducto, construido para salvar el río Masma, cerca de la ría de Foz.

La idea de construir un ferrocarril entre la ciudad coruñesa de Ferrol y las asturiana de Gijón comenzó a gestarse a finales del siglo XIX. Concretamente, en el año 1886, el Congreso de los Diputados aprobó el primer proyecto, cuya principal finalidad era enlazar los acuertelamientos de artillería de Ferrol con las fábricas de armas y explosivos de Asturias, a través de la difícil orografía de la costa cantábrica. El proyecto fue incluido en el Plan de Ferrocarriles Secundarios de 1888, aunque las obras tardarían en dar comienzo.
En 1906 se aprueba la Ley de Ferrocarriles Estratégicos y Secundarios, donde el proyecto del Ferrol-Gijón vuelve a estar incluido como ferrocarril estratégico y en vía estrecha (1 m).
Sin embargo, debido a discrepancias sobre la idoneidad del trazado, especialmente en las comarcas occidentales de Asturias bañadas por el Eo, las obras no dan comienzo hasta 1921 y es el Estado español quien se hace cargo de las mismas.
Las vicisitudes políticas de las décadas de 1920, 1930 y 1940 hicieron que no fuese hasta 1953 cuando se inaugurase el primer tramo de este ferrocarril, entre Avilés y Pravia, previo acuerdo con la compañía que explotaba el Ferrocarril de Carreño y que poseía la concesión de explotación entre Avilés y Gijón.
Las obras continuaron a buen ritmo en la zona gallega, siendo inaugurado el último tramo en esta zona (Vivero-Vegadeo) en 1968.
En la zona asturiana, se inauguró en 1962 el tramo Pravia-Luarca, quedando para 1972 el tramo que significó el final de las obras y la inauguración total de la línea: Luarca-Vegadeo.
Por tanto, habían transcurrido 86 años desde el primer proyecto aprobado (1886) hasta su inauguración (1972), lo que supuso que las necesidades de tráfico general y estratégicas que le habían dado sentido hubiesen desaparecido por completo.
La construcción del ferrocarril supuso la construcción de grandes obras de fábrica (puentes, viaductos, túneles,...) que salvasen la complicada orografía de la costa cantábrica, especialmente en la zona asturiana. Fue necesario construir 110 túneles y 27 viaductos, en una longitud de 320 km con 47 estaciones. Su coste total, en 1972, fue de 4.250 millones de pesetas.

## Estado actual
El ferrocarril, integrado desde el 1 de enero de 2013 en la red de Adif, fue construido en vía única, y así permanece actualmente, habiendo sido electrificado el tramo Cudillero-Gijón que forma parte de la red de cercanías de Asturias (Línea C-4).
Además, también se realizan servicios de cercanías en el tramo Ferrol-Ortigueira; y servicios regionales (Oviedo-Ferrol) y de mercancías en el resto, todo ello con tracción diésel.

### Recorrido
La línea parte de Ferrol con orientación noreste y atraviesa el interior de la provincia de La Coruña hasta alcanzar la población de Ortigueira, a partir de la cual, discurre prácticamente paralela a la costa del mar Cantábrico continuando en orientación noreste hasta Vicedo, tomando luego orientación sureste hasta Foz, y después orientación este hasta Gijón. Abandona la línea de costa en algunos momentos para salvar los valles y ensenadas existentes (ría de Ribadeo, valle del río Esqueiro, valle del río Nalón y tramo Avilés - Candás).
El origen del kilometraje se encuentra en Ferrol (PK 0,000) siendo este ascendente hasta Pravia (PK 269,200) y continuando dirección Oviedo. El tramo Pravia - Gijón posee kilometraje propio, situándose el PK 0,000 en la propia estación de Pravia.